# باميلا ألين
باميلا ألين (بالإنجليزية: Pamela Allen)‏ هي كاتبة للأطفال وكاتِبة نيوزيلندية، ولدت في 1934 في Devonport, New Zealand ‏ في نيوزيلندا.